# Obrazów
Obrazów est un village polonais de la voïvodie de Sainte-Croix et du powiat de Sandomierz. Il est le siège de la gmina d’Obrazów.